# شیگئو توکودا
شیگئو توکودا (به ژاپنی: 徳田 重男؛ زاده ۸ اوت ۱۹۳۴)، نام هنری یک بازیگر پورنوگرافی ژاپنی است. توکودا که به عنوان "پادشاه بلامنازع پورن بالغ ژاپنی" توصیف می شود، الهام بخش بسیاری از بازیگران این صنعت بزرگسالان برای تمدید دوران بازنشستگی خود به سنین بعدی بوده است. توکودا پس از معرفی توسط سی ان ان، گاردین، وایس و یاهو به رسمیت شناخته شده است. او مسن ترین پورن استار جهان است. وی از سن ۶۰ سالگی فعالیت خود را شروع کرده است و سالانه تقریبا ۶۰ فیلم بازی می‌کند.